# Catoclastus rabinovichi
Catoclastus rabinovichi är en skalbaggsart som beskrevs av Martinez 1971. Catoclastus rabinovichi ingår i släktet Catoclastus och familjen Rutelidae. Inga underarter finns listade.